# Danske medlemmer af Europa-Parlamentet 1979-1984
Danske medlemmer af Europa-Parlamentet 1979-1984, liste over medlemmer af Europa-Parlamentet for Danmark fra 1979 til 1984, sorteret efter navn. De blev valgt ved Europa-Parlamentsvalget 1979 i Danmark. Embedsperioden var 17. juli 1979 til 23. juli 1984. Det var det første direkte valg til Europa-Parlamentet, da de danske medlemmer i den tidligere periode var valgt af Folketinget.

## Liste
For grupperne i Europa-Parlamentet er brugt følgende forkortelser:
- S: Den Socialistiske Gruppe
- EPP: Det Europæiske Folkepartis Gruppe (Den Kristelig-Demokratiske Gruppe)
- ED: Den Europæiske Demokratiske Gruppe
- COM: Gruppen af Kommunister og Beslægtede
- L: Den liberale og demokratiske Gruppe
- DEP: De europæiske fremskridsdemokraters gruppe
- CDI: Gruppen for teknisk koordinering og forsvar for uafhængige grupper og medlemmer
- NI: Løsgængere

| Navn                     | Dansk parti                                                                                  | Gruppe | Bemærkninger                                                            |
| ------------------------ | -------------------------------------------------------------------------------------------- | --- | ----------------------------------------------------------------------- |
| Jens-Peter Bonde         | Folkebevægelsen mod EF                                                                       | CDI |                                                                         |
| Bodil Boserup            | Socialistisk Folkeparti                                                                      | COM |                                                                         |
| Jørgen Bøgh              | Folkebevægelsen mod EF                                                                       | CDI |                                                                         |
| Ove Fich                 | Socialdemokratiet                                                                            | S | Indtrådt 7. november efter Kjeld Olesen                                 |
| Eva Gredal               | Socialdemokratiet                                                                            | S |                                                                         |
| Mette Groes              | Socialdemokratiet                                                                            | S | Fratrådt 18. september 1980 og afløst af Eggert Petersen                |
| Else Hammerich           | Folkebevægelsen mod EF                                                                       | CDI |                                                                         |
| Niels Jørgen Haagerup    | Venstre                                                                                      | L |                                                                         |
| Erhard Jakobsen          | Centrum-Demokraterne                                                                         | ED (17. juli 1979 til 30. september 1980) Løsgænger (1. oktober 1980 til 9. februar 1981) EPP (10. februar 1981 til 23. juli 1984) |                                                                         |
| Kent Kirk                | Det Konservative Folkeparti                                                                  | ED |                                                                         |
| Finn Lynge               | Siumut                                                                                       | S | Valgt i Grønland                                                        |
| Poul Møller              | Det Konservative Folkeparti                                                                  | ED |                                                                         |
| Jørgen Brøndlund Nielsen | Venstre                                                                                      | L |                                                                         |
| Tove Nielsen             | Venstre                                                                                      | L |                                                                         |
| Kai Nyborg               | Fremskridtspartiet (til 23. oktober 1983) Det Konservative Folkeparti (fra 24. oktober 1983) | DEP |                                                                         |
| Kjeld Olesen             | Socialdemokratiet                                                                            | S | Fratrådt 31. oktober da han blev udenrigsminister og afløst af Ove Fich |
| Eggert Petersen          | Socialdemokratiet                                                                            | S | Indtrådt 9. oktober 1980 efter Mette Groes                              |
| Sven Skovmand            | Folkebevægelsen mod EF                                                                       | CDI |                                                                         |

Hovedkilde: Danske medlemmer af Europa-Parlamentet 1.1.1973 – 1.9.2009